# Atacurile din 26 noiembrie 2008 de la Mumbai

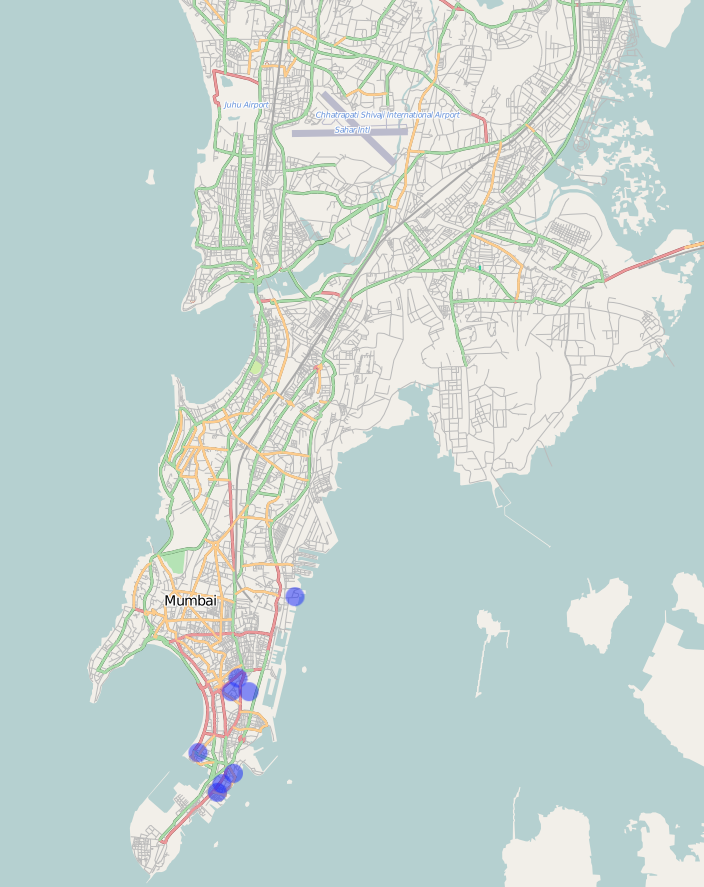
Harta orașului Mumbai cu zonele unde au avut loc acțiunile teroriste

O serie de 10 atacuri teroriste simultane au avut loc în ziua de 26 noiembrie 2008 în cel mai mare oraș din India, Mumbai. Cel puțin 200 persoane, prin care se numără și zeci de străini, au murit și alte sute de oameni au fost răniți. Atacurile s-au produs în South Mumbai, în gara Chhatrapati Shivaji Terminus, la două hoteluri de 5 stele, la restaurantul turistic Leopold Café, la spitalul Cama și la sediul poliției.

## Desfășurarea evenimentelor
Atacurile au început în jurul orei 21.50, ora locală, în seara de 26 noiembrie 2008, când s-au auzit focuri de armă din restaurantul Leopold Cafe. Apoi, înarmați cu arme AK-47, doi teroriști au intrat în sala pasagerilor din gara Chhatrapati Shivaji Terminus, la orele 22:30 deschizând focul și aruncând grenade, ceea ce a dus la moartea a cel puțin zece persoane. Doi teroriști au luat cincisprezece ostatici, dintre care șapte străini, în hotelul Taj Mahal. CNN relatează că situația acestor ostatici a fost rezolvată, citând pe șeful poliției statului Maharashtra, care a spus că toți ostaticii au fost eliberați. Patruzeci de persoane sunt ostatici în hotelul Oberoi Trident. Șase explozii au avut loc în hotelul Taj și una la Oberoi Trident. Hotelul Taj Mahal a trecut sub controlul forțelor de ordine la ora 4:22 în noaptea de 27 noiembrie. Ambele hoteluri ardeau și au fost înconjurate de comandouri Rapid Action Force. Toți teroriștii au ieșit din Hotelul Taj, iar poliția și pompierii încearcă să salveze 50 de persoane prinse înăuntru.
Atentatele au fost revendicate prin email de o grupare necunoscută înainte de atentate, Moudjahidin Deccan (Mujahedinii Deccanului). În media au apărut speculații cu privire la atribuirea acestor atacuri teroriste organizației Lashkar-e-Taiba, o grupare de militanți islamici din Pakistan. Conform unor relatări din presă, unul din teroriștii care ține ostatici la Oberoi a spus unui post de televiziune indian că cere eliberarea tuturor „Mujahedinilor” din închisorile indiene înainte de eliberarea ostaticilor.
Bursa din Mumbai a rămas închisă în ziua de 27 noiembrie, la fel ca și școlile și colegiile.